# Бібліографія Бена Джонстона
Бібліографія композитора Бена Джонстона містить понад сорока статей за його авторством, які виходили в наукових журналах, енциклопедіях, книгах та інших джерелах.
Бен Джонстон — американський композитор другої половини XX століття. Він народився 1926 року в Мейконі, штат Джорджія, та протягом понад тридцяти років викладав в Університеті Іллінойсу в Урбана-Шампейн. Окрім здобуття академічної освіти, у 1950—1951 роках він був учнем композитора та музичного теоретика Гаррі Парча, який самостійно створював інструменти, настроєні у чистому строї, що вплинуло на подальшу творчість Джонстона. Він став автором багатьох творів для опери та театру, для симфонічних та камерних оркестрів, фортепіано та інших інструментів, вокальних та хорових робіт, а також експериментальних композицій, але був найбільш відомим завдяки написанню мікротонової музики та використанню інтервалів, суттєво менших за пів тону.
Окрім написання музичних композицій, протягом всього свого життя Бен Джонстон розповідав про свою музику та творчість інших виконавців, таких як Гаррі Парч або Джон Кейдж, писав музичні тексти, серед яких наукові статті, технічні статті, доповіді та позиційні статті. Його роботи публікувалися у збірках доповідей з конференцій, журналах, науково-популярних книжках, словниках та енциклопедіях. Джонстон був постійним автором журналу Perspectives of New Music, час від часу публікувався в виданнях The Composer, Source: Music of the Avant Garde, Arts in Society, High Fidelity та інших.
Бібліографія Бена Джонстона була вперше опублікована 1986 року в монографії Хайді фон Гунден «Музика Бена Джонстона». Найповніша збірка робіт Джонстона була видана 2006 року під редакцією Боба Гілмора, отримавши назву «„Максимальна чіткість“ та інші музичні твори». Окрім біографії, бібліографії та дискографії композитора, вона містила більшість раніше відомих статей Джонстона та неопубліковані тексти, що зберігалися в музичній бібліотеці Північно-Західного університету в Еванстоні, штат Іллінойс, розділені на три категорії: «Про музичну теорію», «Про музичну естетику та культуру» та «Про інших композиторів». Збірка також містила програмні описи Джонстоном власних композицій, зазвичай підготовлені для їхніх прем'єрних виконань чи записів.

## Список статей

### 1960-ті роки
1959—1960 — «Aesthetic Theory; Philosophical Background for Mathematical Theory; Musical Background for Application of Mathematical Theory» / укр. Теорія естетики; філософське підґрунтя для математичної теорії; музичне підґрунтя для застосування математичної теорії
Стаття написана в 1959-1960-х роках, до 2006 року не публікувалася. В ранній роботі Джонстона закладено передумови для його подальших праць. На думку автора, «починаючи з чотирьох фізичних характеристик музичного тону (висота, тембр, тривалість, гучність), можна побудувати естетично обгрунтовану теорію музики, як комплексного ритмічного феномена, який сприймається на різних рівнях швидкості».

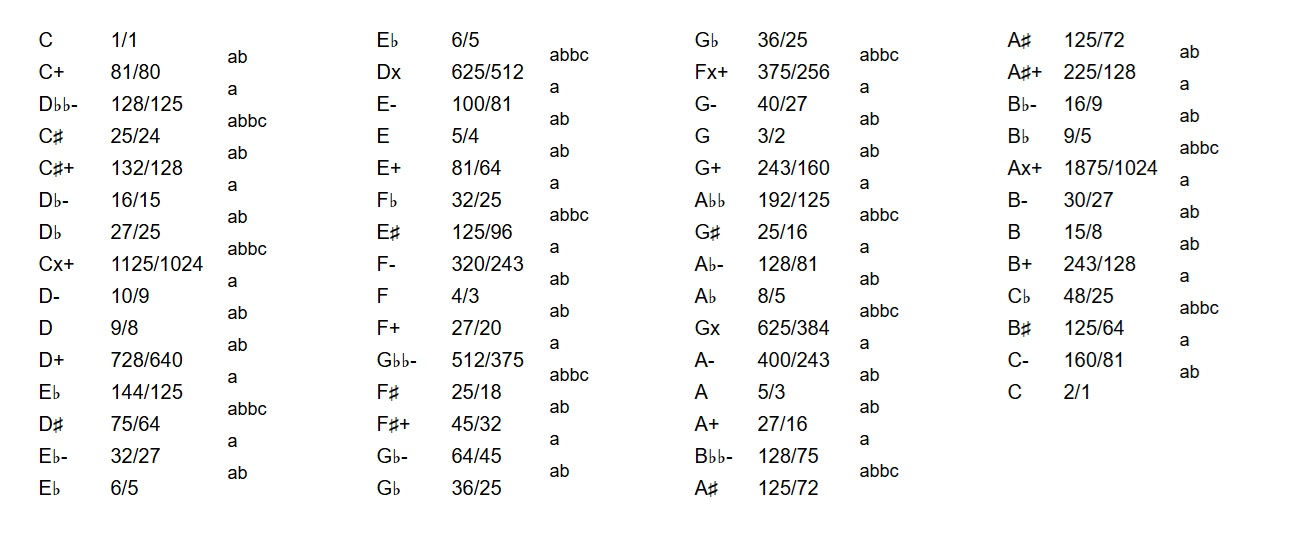
53-тоновий звукоряд в чистому строї, описаний в статті «Scalar Order as a Compositional Resource» (1962-1963). Кожна нота позначена латинською буквою зі знаками альтерації та відношеннями: ♯ (25/24), ♭ (24/25), + (81/80) та — (80/81). Відстань між сусідніми звуками позначена латинськими буквами: a (2048/2025), b (32805/32768) та c (1600000/1574323).

1962—1963 — «Scalar Order as a Compositional Resource» / укр. Скалярний порядок як композиційний ресурс
Перша велика теоретична стаття Джонстона написана 1962—1963 року та опублікована в журналі Perpectives of New Music. Автор вперше описує причини, через які він повернувся до античної практики описання інтервалів як відношення частот звуків (октава — 2/1, чиста квінта — 3/2, чиста кварта — 4/3 тощо), та вводить 53-тоновий музичний стрій, в якому звуки позначаються за допомогою нот (від до до сі), звичних знаків альтерації (дієз та бемоль) та нових символів (плюс та мінус, що змінюють звучання на висоту синтонічної коми). Цей стрій Джонстон використав в Струнному квартеті № 2.
1963 — «Letter from Urbana» / укр. Лист з Урбани
Огляд Фестивалю сучасних мистецтв, що пройшов 1963 року в Університеті Іллінойсу. Захід складався з дванадцяти виступів, двох лекцій («Невідповідність тональності» Едварда Коуна та «Поезія — центр та відсутність — музика» П'єра Булеза), та круглого столу «Підходи до імпровізації» за участі композиторів та виконавців. Відгук опублікований у виданні Perspectives of New Music.
1963 — «A Talk on Contemporary Music» / укр. Розмова про сучасну музику
Раніше не опублікована стаття, запис лекції Бена Джонстона 1963 року, прочитаної на Фестивалі сучасних мистецтв в Університеті Іллінойсу.
1963 — «Musical Intelligibility: Where Are We?» / укр. Музична розбірливість: де ми знаходимось?
Стаття написана 1963 року, до 2006 року не публікувалася. Бен Джонстон написав її за рік до створення своїх перших творів у розширеному чистому строї, пояснивши своє прагнення створювати складну та насичену музику напруженістю сучасного життя: «Мистецтво може допомогти нам визнати, проаналізувати та розібратися в складних патернах цієї напруги… Розширити музичний порядок в напряму джунглів випадковості та складності… є, мабуть, фундаментальною метою сучасної серйозної музики».
1964 чи пізніше — «On String Quartet no. 2» / укр. Про Струнний квартет № 2
Композитор описує власну мотивацію, що призвела до написання творів в чистому строї, одним з перших з яких став Струнний квартет № 2, створений 1964 року. Текст Бена Джонстона увійшов до збірки його робіт, опублікованої Бобом Гілмором 2006 року.
1965 — «Proportionality and Expanded Musical Pitch Relations» / укр. Пропорційність і розширене співвідношення музичних висот
Основою статті є лекція Джонстона, вперше прочитана 1964 року в Весліанському університеті Іллінойсу. Джонстон згадував концепцію «Емансипація дисонансу», яка належала Арнольду Шенбергу, і наголошував на тому, що консонанс і дисонанс можна перевизначити за допомогою дробів, які визначають співвідношення висот нот. 1966 року її було опубліковано в журналі Perspectives of New Music. Боб Гілмор вважав її однією з трьох основних статей Джонстона з теорії музики, разом з «Скалярний порядок як композиційний ресурс» (1962-1983) та «Раціональна структура в музиці» (1976 року).
1965 — «Festivals and New Music» / укр. Фестивалі та нова музика
Ще одна стаття, що раніше не публікувалася. Її текст було надруковано в буклеті програми Фестивалю сучасних мистецтв в Університеті Іллінойсу 1965 року.
1965 чи пізніше — «On Sonata for Microtonal Piano» / укр. Про Сонату для мікротонового фортепіано
Бен Джонстон описує спосіб настроювання мікротонового фортепіано, що дозволяє отримати 81 різний звук в межах однієї октави. Композитор звертає увагу на різні ступені консонансу та дисонансу, принципово різні способи обирання порядку звуків, та два різні порядки частин твору, залежно від яких той отримує назву Sonata або Grindlemusic. Текст увійшов до збірки робіт Джонстона 2006 року.
1967 — «Three Attacks on a Problem» / укр. Три підходи до проблеми
Стаття 1967 року, в якій Бен Джонстон вперше використовує термін «розширений чистий стрій». В ній композитор звертає увагу на те, що використання рівномірно-темперованого строю з 12 ступенів призвело до вичерпання музичних ресурсів та кризи тональної музики, та пропонує шляхи розв'язання проблеми за допомогою філософії, теорії та практики.
1968 — «On Context» / укр. Про контекст
Запис лекції Бена Джонстона 1968 року, який того ж року був опублікований в журналах Source та ASUC Proceedings. Перша з серії статей Джонстона, присвячених не теорії музики, а стану тогочасного композиторського мистецтва. Джонстон критикував музичну спільноту, яка визнавала лише академічних музикантів, що писали музику у відповідності до європейських традицій, ігноруючи важливість таких авангардних американських композиторів, як Джон Кейдж.
1968 — «Contribution to IMC Panel» / укр. Внесок до панельної дискусії Міжнародної музичної ради
Ще одна лекція 1968 року, опублікована за два роки після цього в журналі The Composer. Джонстон обрав для доповіді три теми: «Звуки майбутнього; ставлення молоді; композитор, виконавець і мінлива аудиторія». Композитор, якому на той момент було 42 роки, визнавав, що все ще вважався «молодим», а музика таких як він ігнорувалася «істеблішментом». Він підкреслив, що композитори, які викладали в університетах в невеликих містах, створювали куди менш «академічну» музику, відмінну від того, що виконують на концертах у великих містах, але яка мала своїх виконавців та своїх слухачів.
1969 — «Microtonal Resources» / укр. Мікротонові ресурси
Статтю було опубліковано в «Словнику сучасної музики» Джона Вінтона. Вона присвячена використанню мікроінтервалів, тобто інтервалів менших за пів тону, які в шістдесяті роки вважалися незвичайними. Джонстон, який почав вживати їх у власних композиціях та описувати в теоретичних працях на початку 1960-х, був одним з провідних експертів з цієї теми.

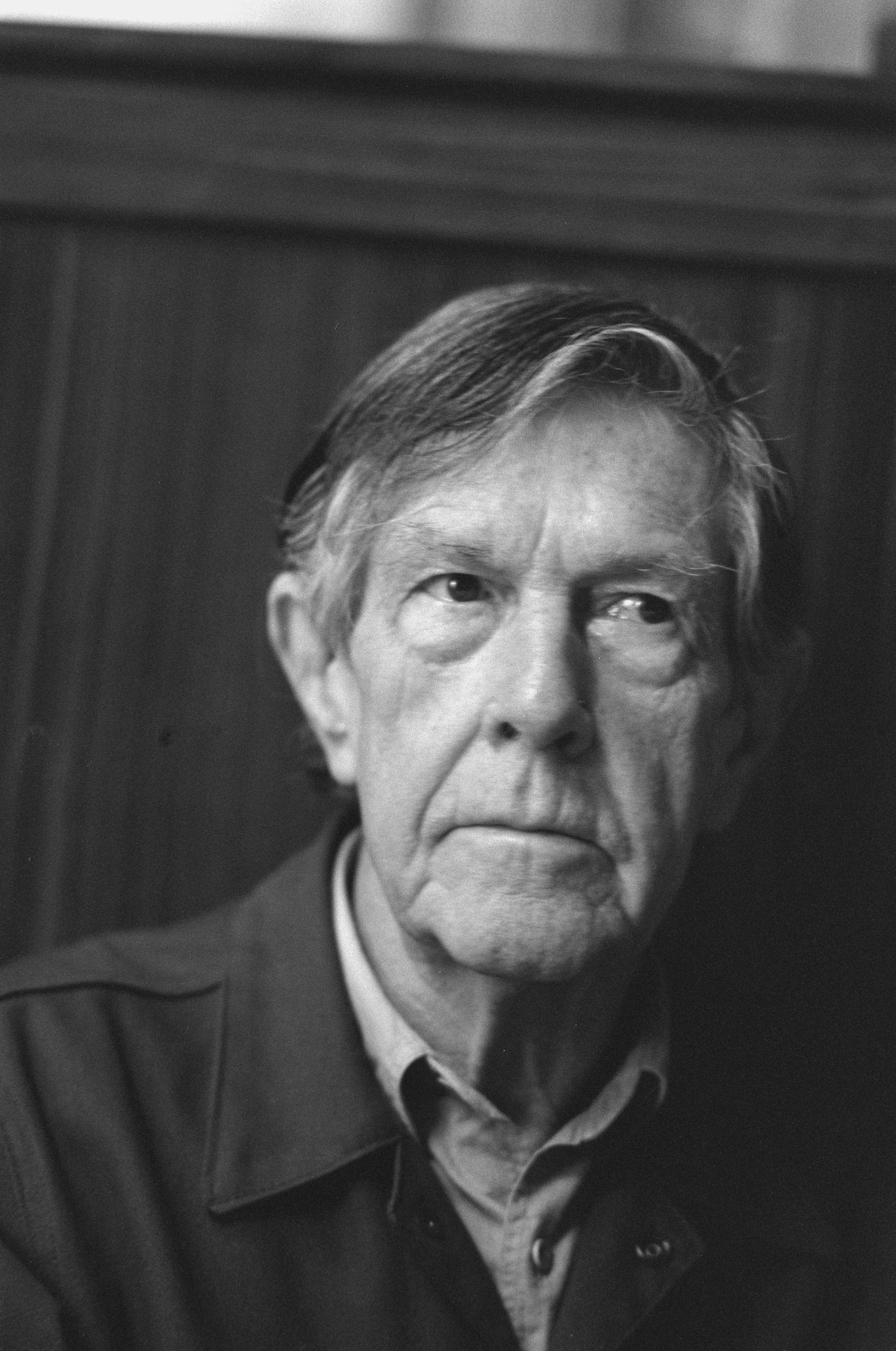
Джон Кейдж
(1912—1992)
американський композитор-експериментатор, один з лідерів американської авангардної музики

1969 — «To Perspectives of New Music Re. John Cage» / укр. «Перспективам нової музики» щодо Джона Кейджа
Лист Бена Джонстона в редакцію журналу Perspectives of New Music, надісланий 27 травня 1969 року. Він був обурений ставленням редакції до композитора Джона Кейджа, якого, на його думку, пропонували вважати «шарлатаном, некомпетентним композитором та минущим явищем моди»; натомість Джонстон наголошував на провідних позиціях Кейджа в тогочасному авангардному мистецтві. 1972 року журнал опублікував цей відгук на своїх сторінках в розділі Communications (укр. Спілкування).

### 1970-ті роки
1970 — «Phase 1a» / укр. Фаза 1а
Стаття написана разом зі спеціалістом з комп'ютерної музики Едом Кобріном, опублікована 1970 року в журналі Source. Одна з перших спроб Джонстона систематизувати підходи до мікроінтервальної музики, використовуючи комп'ютерну програму на Фортрані. Композитор посилатиметься на свою співпрацю із Кобріном у статті «Tonality Regained» (1971), і анонсуватиме вихід другої частини «Phase 1b», в якій комп'ютерна програма «генеруватиме композиційні рішення», але ця стаття так і не вийде, а підготовлений до неї матеріал буде використаний при написанні статті «Rational Structure in Music» (1976).
1970 — «How to Cook an Albatross» / укр. Як приготувати альбатроса
Стаття про традиції європейської концертної музики, яку Джонстон порівнює з «альбатросом на нашій шиї» (англ. albatross around the neck), тобто нестерпним тягарем (крилатий вираз запозичено з «Поеми про старого моряка» Семюела Колріджа).
1970 — «A Small Demur» / укр. Невелике заперечення
1970 року в журналі Perspectives of New Music було опубліковано відповідь Джонстона на публічну критику його статті «Scalar Order as a Compositional Resource» американським музичним теоретиком Бенджаміном Борецом.
1970 чи пізніше — «On Carmilla» / укр. Про «Карміллу»
Опис рок-опери «Кармілла», написаної Беном Джонстоном на тексти Вілфорда Ліча за мотивами однойменної готичної повісті Шерідана Ле Фаню. Опера була вперше поставлена в Нью-Йорку 1970 року експериментальним театром La MaMa, а її запис вийшов на лейблі Vanguard Records. 2003 року La MaMa відновили постановку опери в Нью-Йорку. Текст Бена Джонстона був частиною театральної програмки для прем'єри опери, та увійшов до збірки його статей, опублікованої Бобом Гілмором 2006 року.
1971 — «Art and Survival» / укр. Мистецтво і виживання
Стаття вийшла в журналі The Composer наприкінці 1971 року. Вона була заснована на лекції Джонстона, прочитаній на конференції Renaissance '69?? в Музеї сучасного мистецтва, Чикаго. Композитор давав відповідь на запитання щодо ролі митця та мистецтва, та пояснював зв'язок між мистецтвом та емоціями.

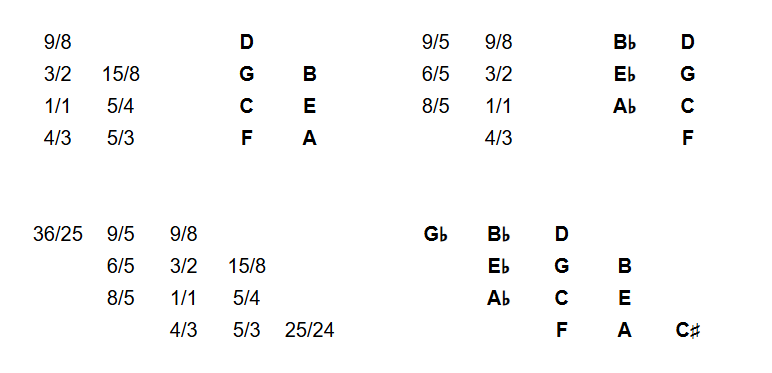
Представлення діатонічного мажорного (зверху зліва), діатонічного мінорного (зверху справа) та хроматичного (знизу) звукоряду за допомогою «решіток», використане в статті «Tonality Regained» (1971). Вертикальна вісь показує «3-limit» відношення, тобто чисті квінти, а горизонтальна — «5-limit» відношення, тобто великі терції.

1971 — «Tonality Regained» / укр. Тональність відновлено
Стаття містить опис звукоряду, який є похідним від чистого строю, заснованого на тризвуках. Джонстон описав двовимірну систему звуків, співвідношення частот яких визначалося за допомогою простих чисел 3 та 5. Мікроінтервальний ультрахроматичний звукоряд, заснований на цій системі, використовувався композитором при написанні Струнного квартету № 2 та Квінтету для груп. Заснована на лекції, прочитаній того ж року на конференції Американського товариства університетських композиторів. Стаття відображає зміни в композиційному підході Джонстона, що сталися на початку 1970-х років, коли він відмовився від серіалізму та повернувся до написання тональної музики: демонстрацією цього переходу є відмінність Третього та Четвертого струнних квартетів Джонстона.
1973 — «Music Theory» / укр. Музична теорія
Стаття Бена Джонстона увійшла до 15-го видання енциклопедії «Британіка», що вийшло 1974 року. Вона містить розділи «Походження західноєвропейської музики в музичній теорії», «Рамо та інші», «Сучасні теоретики», «Використання математики в музиці», «Настроювання за допомогою тризвуків», «Сучасна практика».
1974 — «Harry Partch» / укр. Гаррі Парч
Стаття про Гаррі Парча, що увійшла до «Словника сучасної музики» Джона Вінтона.

1974 — «Microtonality» / укр. Мікротоновість
Стаття про мікроінтерваліку, що увійшла до «Словника сучасної музики» Джона Вінтона.

1975 — «The Corporealism of Harry Partch» / укр. Корпореалізм Гаррі Парча
Лекція, присвячена композитору Гаррі Парчу, що вмер у вересні 1974 року, була вперше прочитана в січні 1975 року в Університеті Каліфорнії в Сан-Дієго. Джонстон називає «корпореалізмом» образ життя та творчості Парча, який той протиставляв «абстракції», наполягаючи на невід'ємності музики від слів, дій, танцю, театральних вистав, та показуючи «людей, що роблять речі». Запис лекції було опубліковано в журналі Perspectives of New Music того ж року.

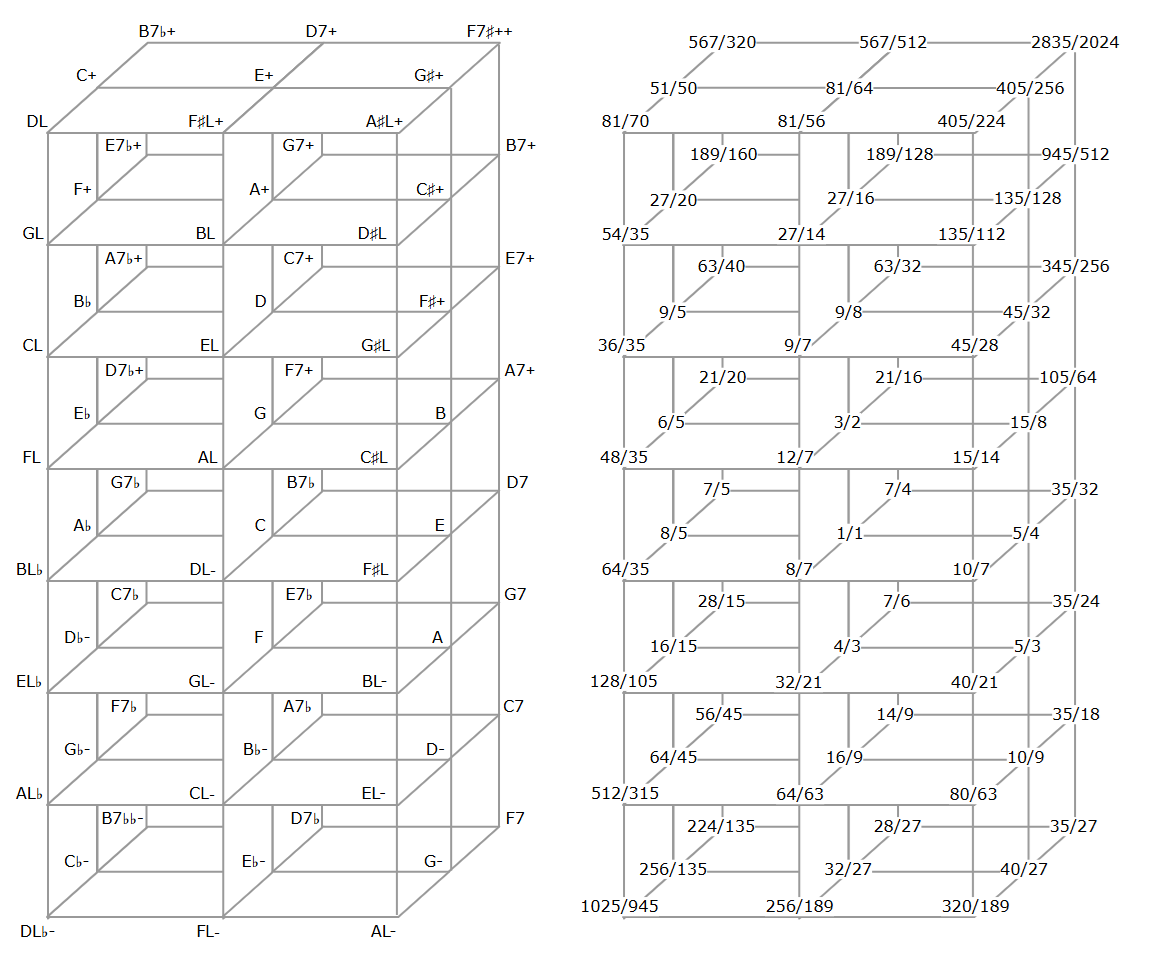
Три виміри (3, 5, 7) решітки, побудованої навколо відношень висот звуків із використанням простих чисел 2, 3, 5 та 7, описаної в статті Бена Джонстона «Rational Structure in Music» (1976)

1976 — «Rational Structure in Music» / укр. Раціональна структура в музиці
Остання з трьох основних статей Джонстона з теорії музики, вперше прочитана як лекція 1976 року. Стаття містила найповніший опис концепції «розширеного чистого строю», над якою композитор працював протягом 1970-х років, та вводила поняття «решіток» (англ. lattices), багатовимірних масивів звуків в чистому строї, відношення частот яких записується за допомогою простих чисел.
1976 чи пізніше — «On Crossings (String Quartet no. 3 and String Quartet no. 4)» / укр. Про Crossings (Струнний квартет № 3 та Струнний квартет № 4)
В статті описано обставини створення «подвійного» квартету Джонстона, що складається з третього та четвертого струнних квартетів, написаних 1966 та 1973 року під назвами Verging та The Ascent. І хоча четвертий квартет неодноразово виконувався одразу після написання, прем'єра третього відбулася лише 1976 року в складі диптиха (або навіть триптиха) Crossings, який складався з трьох частин: Verging, двохвилинної тиші (The Silence) та The Ascent. Текст було написано в проміжку між 1976 та 1979 роками (автор пише, що лише працює над Струнним квартетом № 5). Він увійшов до збірки творів Джонстона 2006 року.
1977 — «On Bridge-Building» / укр. Про будівництво мостів
Стаття написана 1977 року, до 2006 року не публікувалася. Заснована на лекції, прочитаній в Американському товаристві університетських композиторів 1975 року. Бен Джонстон згадує власну статтю «On Context», написану в шістдесяті роки, в якій він казав про «прірву», яку суспільство мало подолати. Розповідаючи про досвід роботи з Гаррі Парчем та Джоном Кейджем, про власну творчість та власні статті останніх років, Джонстон висловлює припущення, що його техніка «пропорційності» (встановлення пропорцій між звуковими вібраціями на мікро- та макрорівнях) може стати тим самим необхідним «мостом над прірвою». На думку музикознавиці Хайді фон Гунден, метафори «будівництва мосту над прірвою», «приготування альбатроса» та «мистецтва та виживання» були наслідком психічного захворювання Джонстона.
1978 — «Harry Partch/John Cage» / укр. Гаррі Парч / Джон Кейдж
Бен Джонстон є автором анотації до музичної збірки Harry Partch/John Cage, що вийшла 1978 року на лейблі New World Records. Джонстон описує джерела авангардної музики, називає Гаррі Парча та Джона Кейджа видатними сучасними інноваторами, «центральними постатями американської експериментальної традиції», та описує концепції «невизначеності» Кейджа та «корпореалізму» Парча. Скорочена версія анотації увійшла до збірки творів Джонстона 2006 року.
1978 — «Harry Partch's Cloud-Chamber Music» / укр. Cloud-Chamber Music Гаррі Парча
Стаття датована 1978 роком, але вперше була опублікована 2000 року в збірці Harry Partch: An Anthology of Critical Perspectives (укр. Гаррі Парч: Антологія критичних поглядів) під редакцією Девіда Данна. Бен Джонстон звертає увагу на використання Парчем чистого строю та вибір висот звучання звуків, які часто недооцінюють у порівнянні з іншими радикальними елементами його творчості. Зокрема, він розказує про твір Cloud-Chamber Music, частини серії з одинадцяти коротких замальовок Eleven Intrusions, записаних Парчем з 1949 по 1950 роки за участі Бена Джонстона та його дружини Бетті.

### 1980-ті роки
1980 — «On The Age of Surveillance» / укр. Про The Age of Surveillance
Цей текст є частиною статті композитора М. Вільяма Карлінса «Freedom and control in twentieth-century music» (укр. Свобода та контроль в музиці XX століття), опублікованої в журналі TriQuarterly восени 1981 року. Автор ділився власними думками щодо того, наскільки сильно композитор має контролювати виконавця, та попросив висловитися інших тогочасних композиторів. Разом з відповідями Джона Кейджа, Бертрама Турецкі, Пола Зонна та Барні Чайлдса, стаття містить два листи Бена Джонстона, датовані 7 січня та 11 квітня 1980 року, в яких той розповідає про створення невизначеної композиції Age of Surveillance, «в одному з вигаданих мною жанрів, який передбачає надрукований на машинці рецепт, як створити музичний твір» (в тому ж випуску журналу було включено і сам «рецепт»). Цей текст увійшов до збірки статей Джонстона 2006 року.
1980 — «Seventeen Items» / укр. Сімнадцять пунктів
Стаття написана 1980 року, раніше не публікувалася. Вона складається з сімнадцяти пунктів, в яких Джонстон розповідає про себе, про свої музичні вподобання та погляди, зокрема, називаючи себе «лідером в західній мікротоновій музиці».
1980 чи пізніше — «On String Quartet no. 6» / укр. Про Струнний квартет № 6
Бен Джонстон висловлює вдячність квартету New World String Quartet за їхню відданість під час репетицій Струнного квартету № 6. Композитор описує різноманітні техніки, використані при написанні твору — серед них додекафонія, мікроінтерваліка та концепції Гаррі Парча, — але наголошує, що «його метою було приховати більшість цих технік настільки майстерно, наскільки це можливо». Текст увійшов до збірки творів Джонстона 2006 року.

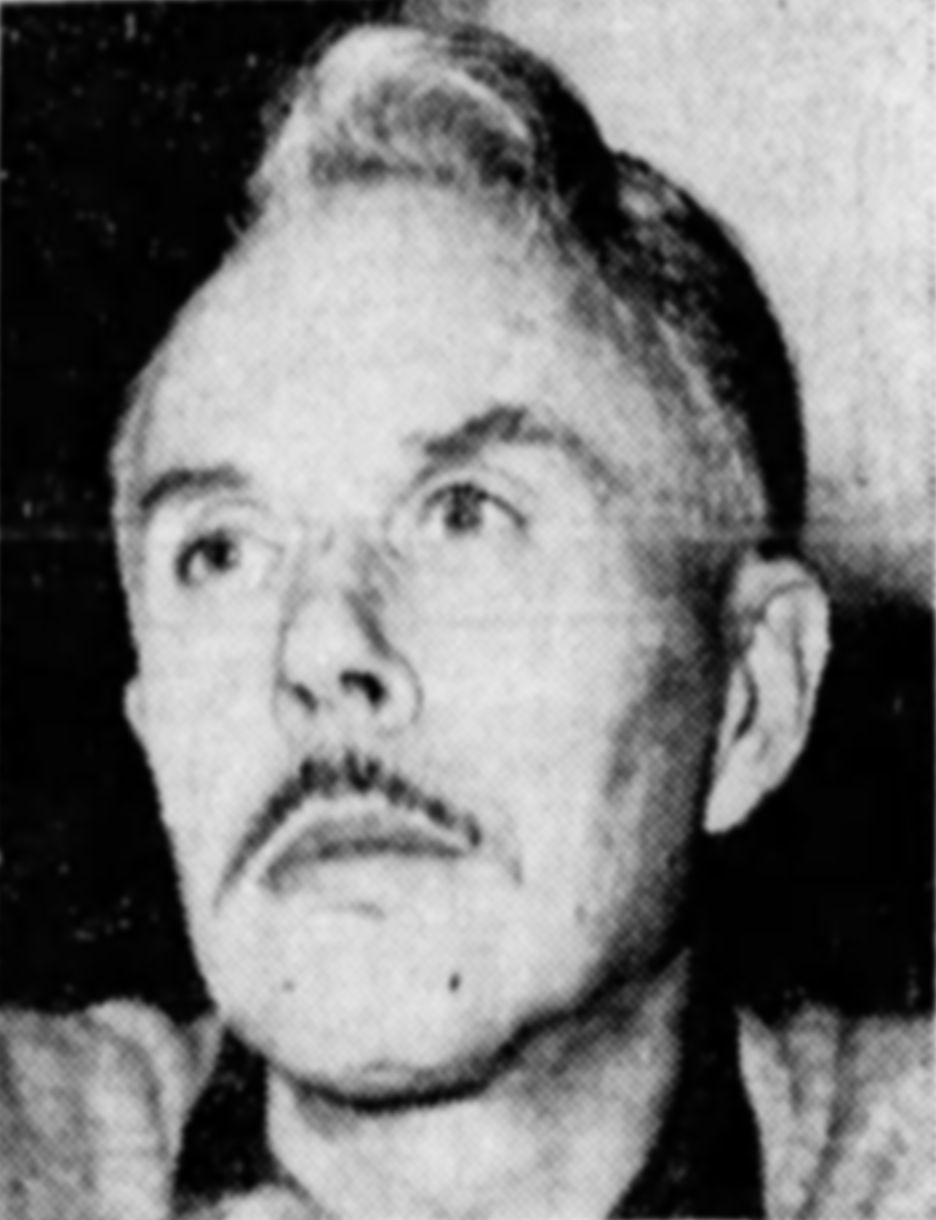
Гаррі Парч
(1901—1974)
американський композитор, відомий своєю еклектичною творчістю та написанням музики, яка виконувалась на інструментах власного виготовлення

1981 — «Beyond Harry Partch» / укр. Після Гаррі Парча
Стаття написана 1981 року та вперше опублікована в журналі Perspectives of New Music 1984 року. Як Джонстон зазначив через декілька років, в цій статті він окреслив необхідність «поєднати Дебюссі та Парча, закінчити революцію та поєднати її із перевизначенням старих цінностей».
1981 — «Art and Religion» / укр. Мистецтво та релігія
Стаття написана 1981 року, раніше не публікувалася. Автор наголошує, що мистецтво та релігія мають спільну мету, але люди зазвичай не розуміють ані те, ані те.
1983 — «The Genesis of Knocking Piece» / укр. Створення Knocking Piece
Стаття присвячена композиції Knocking Piece, створеній 1963 року для п'єси Вілфорда Ліча In Three Zones. П'єса була варіацією історії, раніше втіленої в балеті Стравінського «Історія солдата» на лібрето Шарля Рамю. Knocking Piece виконувалася двома перкусіоністами, що грали солдата та генерала, на внутрішній частині роялю. В статті Джонстон описує свій задум, згідно з яким композиція складалася з набору метричних модуляцій, в яких кількість долей в такті співпадала з відношеннями частот в чистих інтервалах (1:1 — унісон, 2:1 — октава, 3:2 — чиста квінта тощо). Стаття вперше опублікована в видання Percussive Notes Research Edition в березні 1983 року.
1983 чи пізніше — «On String Quartet no. 5» / укр. Про Струнний квартет № 5
В статті описано обставини створення Струнного квартету № 5, який було написано 1979 року для Конкорд-квартету, але вперше виконано 1983 року Тремонт-квартетом. Натомість Джонстон пообіцяв та написав для Конкорд-квартету сьомий квартет. Композитор порівнює п'ятий квартет з четвертим, також заснованим на народній пісні, але й вказує на відмінності, серед яких стилістичне різноманіття та використання «розширеного чистого строю». Стаття увійшла до збірки творів Джонстона 2006 року.
1986 — «Extended Just Intonation: A Position Paper» / укр. Розширений чистий стрій: позиційна стаття
Позиційна стаття на тему «Розширений чистий стрій» вийшла в журналі Perspectives of New Music 1987 року, але ще до її публікації Джонстон включив її до доповіді перед Американським товариством університетських композиторів. Основною темою статті став музичний ревізіонізм Джонстона, відображений в його Симфонії в ля та Струнному квартеті № 9: композитор відобразив своє бачення можливого розвитку європейської музики за умови відсутності рівномірно-темперованого строю.
1987 — «A.S.U.C. Keynote Address» / укр. Основна доповідь для Американського товариства університетських композиторів
Текст основної доповіді для Американського товариства університетських композиторів, що відбулася 1987 року, було опубліковано наступного року в журналі Perspectives of New Music.
1988 чи пізніше — «On Journeys» / укр. Про Journeys
Бен Джонстон звертає увагу на два збіги, пов'язані з його твором для хору та оркестру Journeys (укр. Подорожі), датованим 1988 роком. Перш за все, його написання співпало із поверненням автора з родиною з Іллінойсу, де вони провели понад 30 років, до східного узбережжя США, де він народився та виріс. Окрім цього, Джонстон привертає увагу до смерті мецената Пола Фромма, який підтримував найкращих композиторів країни. Текст увійшов до збірки творів Джонстона, опублікованої 2006 року.

### 1990-ті роки
1991 — «Six American Composers on Nonstandard Tunings» / укр. Шість американських композиторів про нестандартні настроювання
Стаття Дугласа Кейслара в журналі Perspectives of New Music містила записи телефонних розмов автора з американськими композиторами, що працювали з чистим строєм або мікроінтервалікою, серед яких Іслі Блеквуд, Джон Ітон, Лу Гаррісон, Бен Джонстон, Джоел Мандельбаумта Вільям Шоттштадт.

1994 — «Just Intonation and Mere Intonation» / укр. Чистий стрій та проста інтонація
Стаття написана та опублікована 1994 року. Бен Джонстон зауважив, що хоча використання чистого строю і поєднує його із Гаррі Парчем, на відміну від останнього, Джонстон не хотів замінити європейську музичну традицію, а лише намагався звільнити її від обмежень, що стали наслідком рівномірної темперації.
1994 чи пізніше — «On Sleep and Waking» / укр. Про Sleep and Waking
Бен Джонстон описує співпрацю із перкусіоністом Роном Джорджем, який запропонував композитору побудувати інструменти з особливим строєм. Композиція Sleep and Waking для гамелану відтворювала концепції отональності та утональності, введені Гаррі Парчем, та виконувалась на інструментах, настроєних із використанням від четвертого до шістнадцятого обертонів. Стаття увійшла до збірки творів Джонстона 2006 року.

Ла Монте Янг
(1935)
американський композитор, авангардист, один з провідних діячів мінімалізму

1995 — «Regarding La Monte Young» / укр. Про Ла Монте Янга
Стаття написана 1995 року, вперше опублікована 2006 року. Вона присвячена композитору Ла Монте Янгу, який, як і Джонстон, писав композиції в чистому строї. Автор зауважує, що хоча міг би виступати як журналіст-критик, але замість цього розказує історію свого знайомства з Янгом та описує відомі йому принципи музичної композиції останнього.
1995 — «Without Improvement» / укр. Без покращення
Стаття була написана 1995 року спеціально для збірки Боба Гілмора. Її назва відсилає до цитати з книги Вільяма Блейка «Шлюб неба з пеклом»: «Покращення робить дороги прямими, але криві дороги без покращення — це дороги Генія», а під «покращенням» Джонстон має на увазі запровадження темперації та відмову від чистого строю.
1996 — «Maximum Clarity» / укр. Максимальна чіткість
Стаття, що дала назву збірці творів Джонстона, була вперше опублікована в книзі «Сучасні композитори про сучасну музику» 1998 року. Автор порівнює виконання музики в чистому строї (з інтервалами, настроєними зі слуху), із наведенням чіткості в проєкторі. За словами редактора збірки Боба Гілмора, ця назва «вказує на пошук, що характеризує все життя та творчість [Джонстона]».

### 2000-ні роки

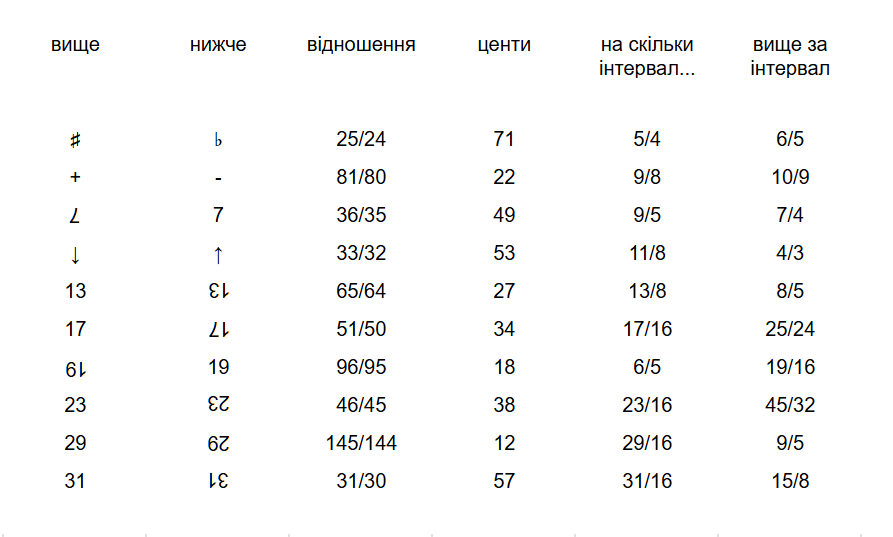
Система позначень для розширеного чистого строю (31-limit) з однойменної статті Бена Джонстона (2003)

2002 — «Quintet for Groups: A Reminiscence» / укр. Квінтет для груп: ремінісценція
Стаття описує історію створення та складної підготовки до прем'єрного виконання Квінтету для груп, написаного Джонстоном в середині шістдесятих років. Написана спеціально для видання Боба Гілмора 2006 року.
2003 — «A Notation System for Extended Just Intonation» / укр. Система позначень для розширеного чистого строю
Стаття була написана спеціально для видання Боба Гілмора 2006 року. Вона присвячена розширеній системі музичної нотації, запропонованої Джонстоном, яка позначає інтервали, що відповідають обертонам вищих порядків — 7, 11, 13, 17, 19, 23, 29 та 31 — та може бути нескінченно розширена. Ця система використовувалася, зокрема, для написання Струнного квартету № 5, в якому, за словами Джонстона, він «гадки не мав, скільки звуків використовувалося всередині октави».
2006 — «Very Precise Relationships: Two Interviews with Ben Johnston» / укр. Дуже точні стосунки: два інтерв’ю з Беном Джонстоном
1981 року донька Бена Джонстона Сібіл, яка була редактором студентського журналу Century 2, взяла у батька інтерв'ю, що вийшло під назвою «A Sacred Cow Should Be Trounced at Least Once a Day» (укр. Священну корову треба бити хоча б раз на день). 2006 року редакція журналу American Music звернулася до Сібіл Джонстон за дозволом передрукувати це маловідоме інтерв'ю, додавши до нього сучасні відповіді батька на ті самі запитання. Обидва тексти, розділені 25 роками, було опубліковано влітку 2007 року.